# Aníbal Alencastro
Aníbal Alencastro, nascido em 1944 em Cuiabá, Mato Grosso, foi um escritor, pesquisador e produtor cultural brasileiro.

## Biografia
Durante a adolescência em Cuiabá, Aníbal Alencastro trabalhou no Cine São Luíz, onde descobriu sua paixão pelo cinema. Trabalhou como projecionista em outros cinemas de sua cidade natal, incluindo o Cine Teatro Cuiabá e o Cine Bandeirantes, antes de se aventurar por outros campos do conhecimento.
Alencastro formou-se geógrafo e cartógrafo pela Universidade Federal de Mato Grosso (UFMT) e realizou pós-graduação em aerofotogrametria pela Universidade Federal de Santa Maria (UFSM-RS). Tornou-se pesquisador e membro do Instituto Histórico e Geográfico de Mato Grosso (IHGMT), dedicando-se à pesquisa em história e cultura de Mato Grosso. Trabalhou também para a extinta Fundação de Pesquisas Cândido Rondon.
Além de sua dedicação à geografia e à cartografia, Aníbal era um entusiasta das artes, especialmente do cinema. Aníbal reuniu um acervo pessoal que incluía itens de cinematografia e outros que remontam a vida de marechal Rondon. Em 2014, realizou uma doação de parte do seu acervo para o Museu da Imagem e do Som de Cuiabá (Misc).
Além de seu trabalho como pesquisador e produtor cultural, Aníbal também se dedicou às letras. Suas paixões pela história e pelo cinema se fundiram em suas publicações como Freguesia de Nossa Senhora da Guia (1993), Anos Dourados dos Nossos Cinemas (1996) e Cuyabá: histórias, crônicas e lendas (2003) que tratam da vida cultural e memória das salas de cinema de Mato Grosso.
Em 2024, foi lançado o documentário Paradiso de Aníbal, dirigido por Diego Baraldi. O filme  documenta a trajetória de Aníbal nos anos 1950 e 1960 como projecionista nas salas de cinema de Cuiabá e foi exibido na 27ª Mostra de Cinema de Tiradentes.